# Kerngehäuse

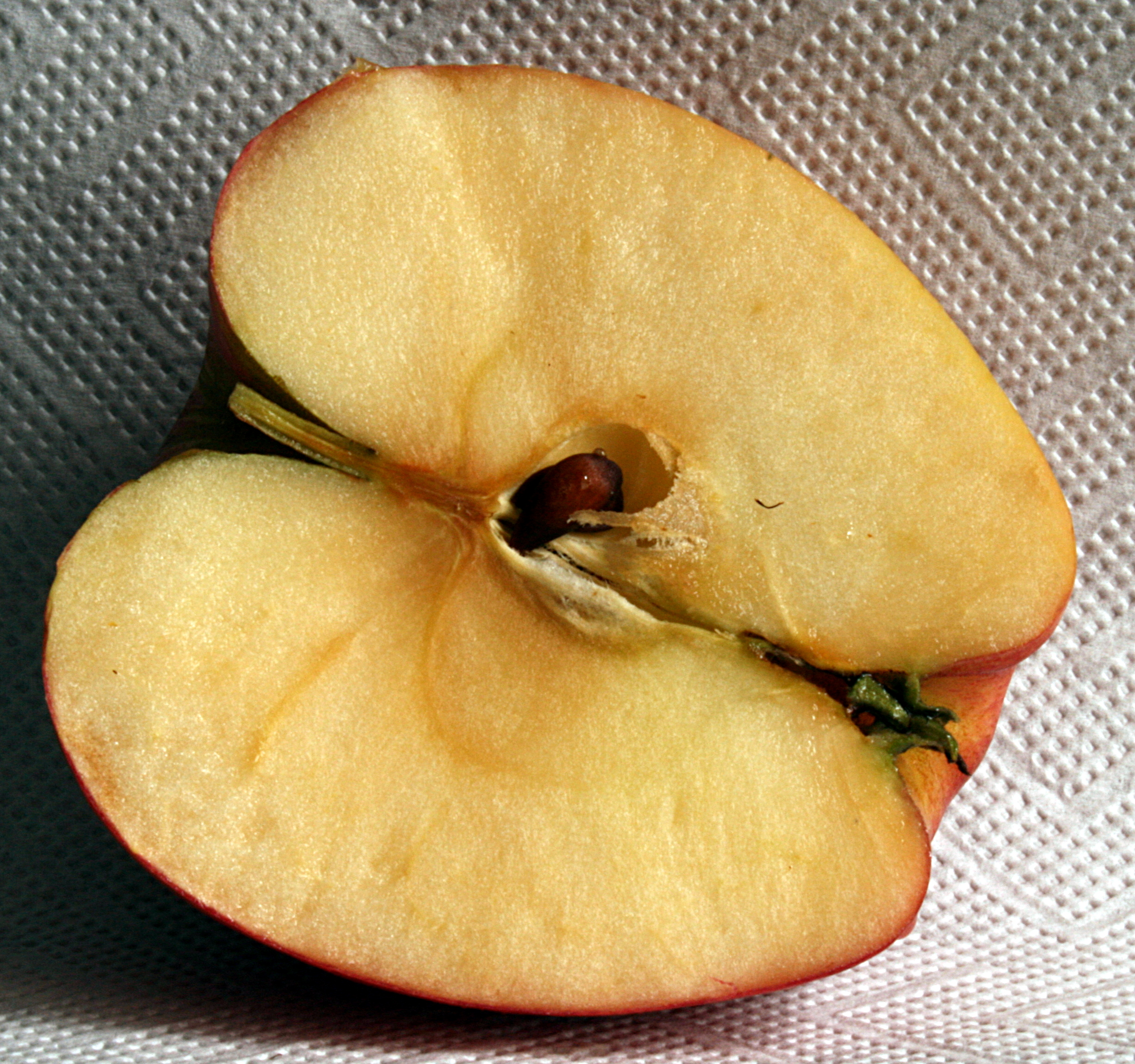
Schnitt durch einen Apfel; in der Mitte das Kerngehäuse

Das Kerngehäuse, lat. capsula nucleorum mali, ist der beim Verzehr normalerweise verschmähte Teil von Kernobst, insbesondere von Äpfeln oder Birnen, der das Innere der Frucht mit den Samen enthält.

## Regionale Bezeichnungen
Landschaftlich verbreitet ist der Ausdruck Griebs, das vom Spätmittelhochdeutschen grubs, grobis abstammt. Die Herkunft ist laut Duden ungeklärt; vermutet wird eine Verwandtschaft mit Griebe („Grobes“). Es sind im deutschen Sprachraum eine Vielzahl von weiteren Bezeichnungen für das Kerngehäuse verbreitet, so im Süddeutschen der Butzen oder Krotzen oder im Rheinischen der Kitsch.
In den Schweizer Dialekten sind Wörter vom ähnlichen, aber aussterbenden Butze in Basel über Üürbsi im Aargau zu Bütschgi im Großraum Zürich verbreitet, in der Ostschweiz Bitzgi. Aus der Westlichen Deutschschweiz stammen Gigetschi in Solothurn oder Grübschi und ähnliche Formen in Bern. Das dazu ähnliche Gütschi stammt wiederum aus Glarus. Diverse weitere Bezeichnungen existieren.

## Botanik
Botanisch gesehen ist das Kerngehäuse ein Kranz von Balgfrüchten (bei Äpfeln fünf, bei Birnen vier), welche in dem vom Blütenboden der Scheinfrucht (Apfelfrucht) gebildeten Fruchtfleisch eingeschlossen sind. Bei den so genannten Steinäpfeln, wie etwa der Mispel oder dem Speierling, sind es keine weichhäutigen Balgfrüchte, sondern hartschalige Nüsse.

### Bestimmung von Apfelsorten

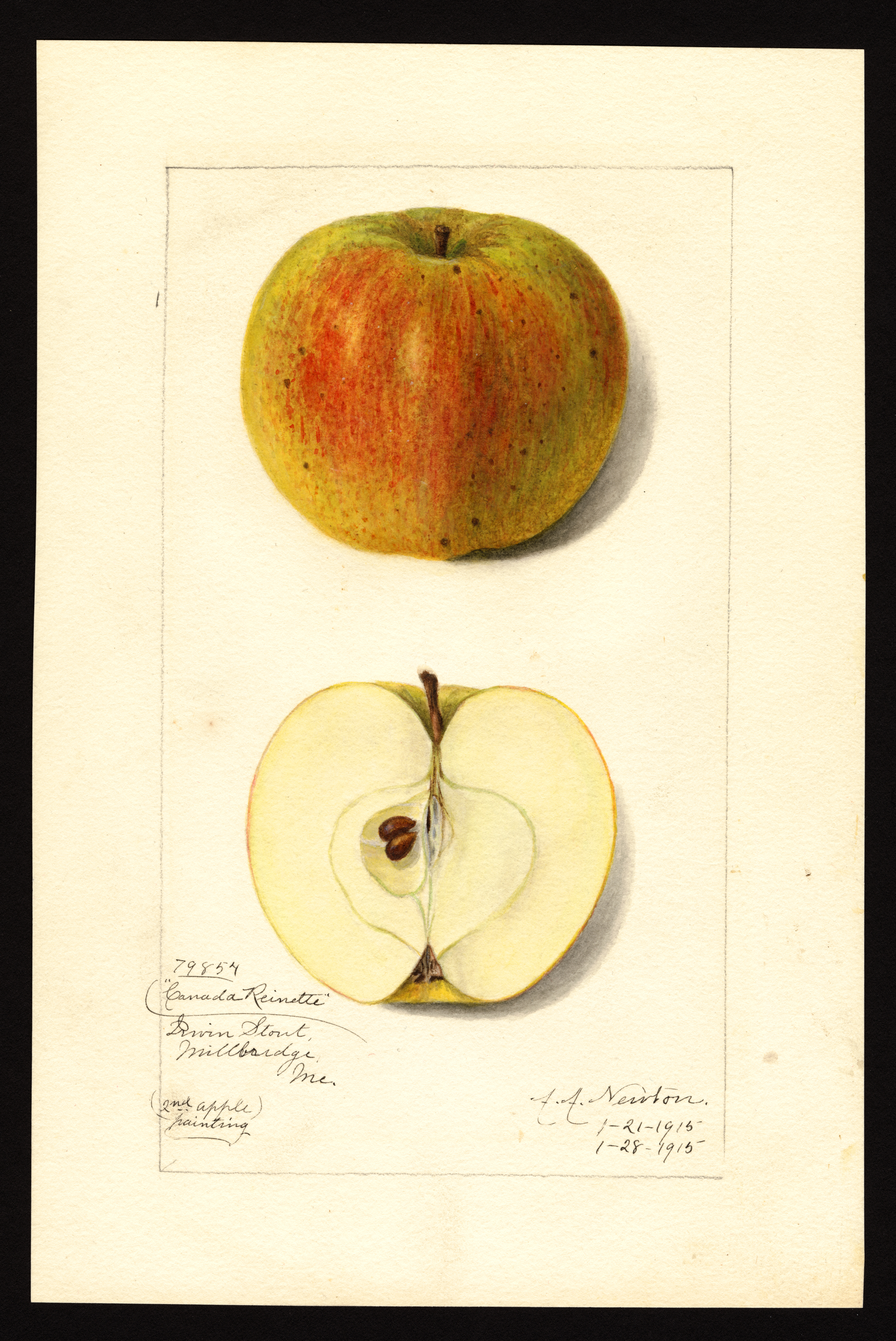
Bogenförmige Kernhauswände einer Kanadarenette

Einige Eigenschaften des Kerngehäuses und der Apfelkerne (Samen von Malus domestica) können für die typische Aufgabe eines
Pomologen, die Bestimmung von Apfel-Sorten, verwendet werden.
Die zu jedem Kern gehörenden fünf Kernkammern zeigen für bestimmte Sorten typische Eigenschaften. Hierbei können die Kernhauswände, welche im vertikalen Schnitt des Apfels (vom Kelch zur Stielgrube) als feine Strukturen erkennbar werden, verschiedene Formen annehmen. Gut unterscheidbar sind die Formen: mondsichel-, bogen-, bohnen-, ohren- und rucksack-förmig.

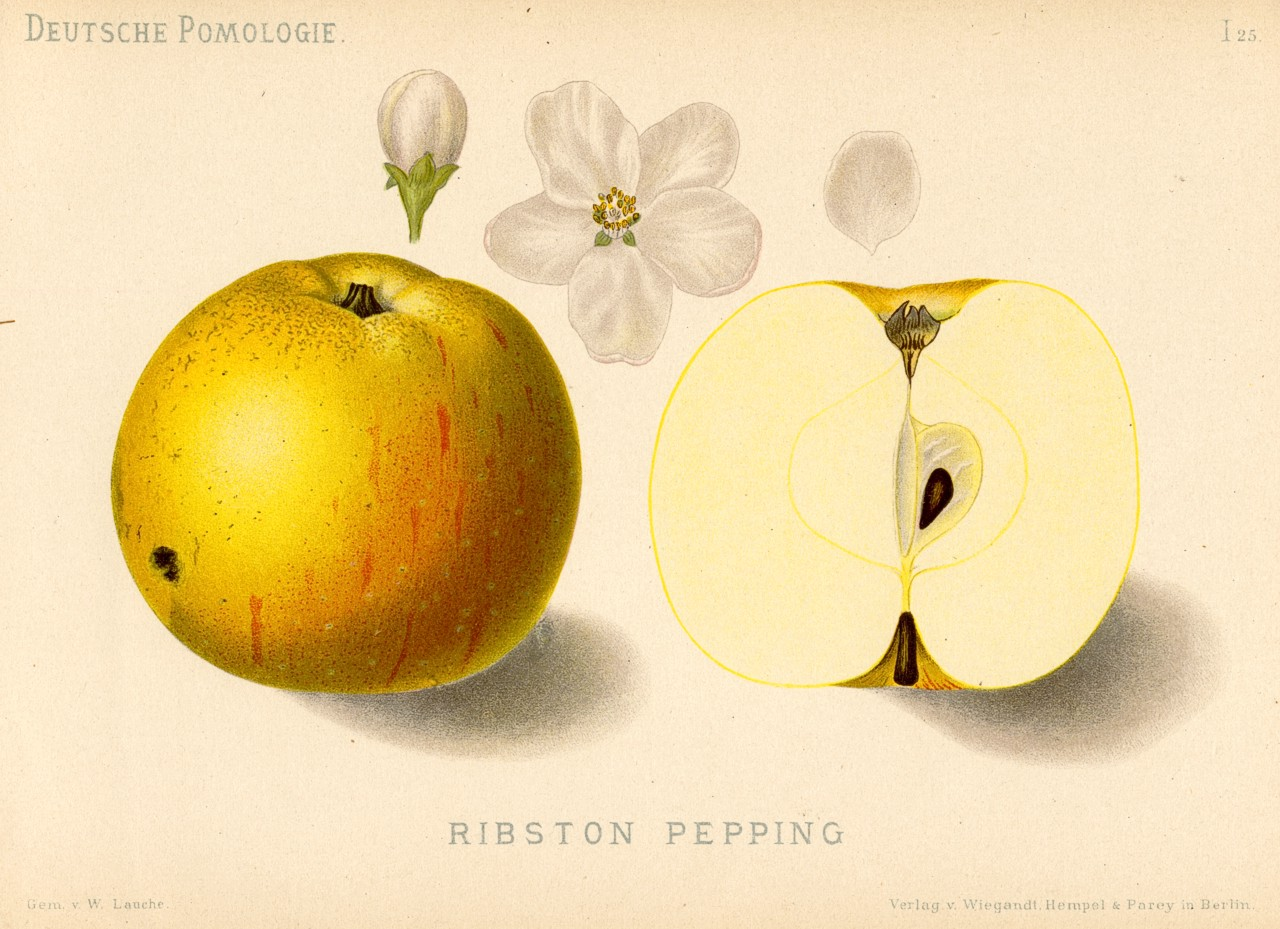
Schmalohrige Kernkammern beim Ribston Pepping

Für sich alleine genommen kann man mit Hilfe dieser Formen noch keine Apfelsorte bestimmen, allerdings geben die Formen der Kernkammern zusätzliche Unterscheidungshilfen bei ansonsten sehr ähnlichen Apfelsorten.
Als zweite Eigenschaft neben der Form ist die Lage der Kernkammern zu beachten, hier wird zwischen kelchnahen, stielnahen und Kernkammern in der Fruchtmitte unterschieden.
Zusätzlich können noch zwei weitere Eigenschaften für eine Bestimmung herangezogen werden. Die Wände der Kernhäuser können glatt oder rau, beziehungsweise „wattig zerrissen“ erscheinen.
Die zweite Eigenschaft zeigt sich bei einem horizontalen Schitt des Apfels, hierbei ist leicht zu beobachten, dass die Kernhäuser bei einzelnen Sorten isoliert und abgeschlossen sind, während bei anderen
Sorten eine Verbindung der Kammern untereinander besteht. Diese Verbindung ist oftmals so ausgeprägt, dass eine sogenannte Achsenhöhle zu erkennen ist.

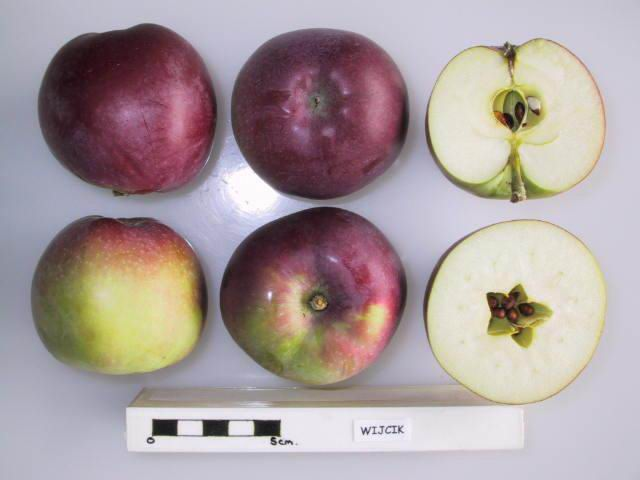
Offene Kernhäuser bei einer Mutante des McIntosh (Wijcik)

## Apfelentkerner
In der Küche wird das Kerngehäuse durch einen Apfelausstecher (auch Kerngehäuseausstecher) entfernt, wenn der Apfel im Übrigen ganz bleiben soll. Das Küchengerät besteht aus einem Rohr mit etwa 15 mm Durchmesser mit einer Schneidekante. Das Rohr wird vom Stielansatz bis zum anderen Ende durchgebohrt, sodann um seine Längsachse um 360 Grad gedreht und enthält nach dem Herausziehen den Stiel, das Kerngehäuse und die Reste der Apfelblüte.

## Kulturelle Referenz
In dem Kinderlied In meinem kleinen Apfel wird das Kerngehäuse mit einem Haus verglichen, in dem sich die Kerne zur sommerlichen Reife entwickeln.